# Freiberg (Baden-Württemberg)
Freiberg ou, na sua forma portuguesa, Freiberga é uma cidade da Alemanha, no distrito de Ludwigsburg, na região administrativa de Estugarda, estado de Baden-Württemberg.